# Zoanthus sociatus
A Zoanthus sociatus a virágállatok (Anthozoa) osztályának Zoantharia rendjébe, ezen belül a Zoanthidae családjába tartozó faj.
Nemének a típusfaja.

## Előfordulása
A Zoanthus sociatus előfordulási területe az Atlanti-óceán nyugati felének középső részén található Mexikói-öbölben van.
A városi akváriumokban is látható.

## Megjelenése
A polipjai tányérszerűek vékony karokkal. A színezete zöldes árnyalatú.

## Életmódja
Mint minden korallfaj, a Zoanthus sociatus is helyhez rögzült és a mellette elsodródó planktonnal táplálkozik; azonban meglehet, hogy táplálékának majdnem a felét, a szöveteiben szimbiózisban élő algák biztosítják.

## Források

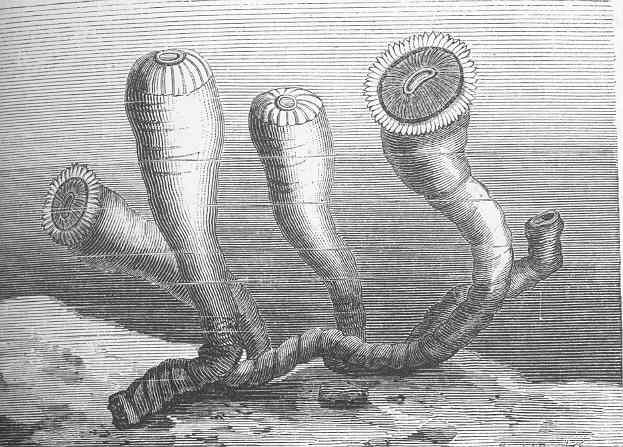
Régi rajz az élőlényről